# Несауалькойотль (правитель)
Несауалько́йотль (28 квітня 1402 — 4 червня 1472) — тлатоані держави Тескоко у 1428—1472 роках, один із засновників Ацтецької імперії; філософ, поет, меценат.

## Біографія
Народився 28 квітня 1402 року. Був сином Іштлільхочитля I, правителя Тескоко та Матлалкхуацін, доньки Віцилівітля. У 1418 році помер його батько, проте Тезозомок, тлатоані Ацкапоцалько вигнав Незауалькойотля з Тескоко. Він повернувся до Тескоко тільки після смерті Тезозомока у 1427 році. Але через спадкоємця Тезозомока — Макстли, вимушений був знову тікати до Теночтітлану. Тут він уклав союз з Іцкоатлем, правителем Теночтітлану та Тотоквіхуастлі з Тлакапана. У 1428 році об'єднані сили цих володарів вщент розбили Макстли й знищили його державу. З цього моменту Незауалькойотль став повноцінним тлатоані Тескоко (коронація його відбулася у 1431 році). До того ж він став сеньйором акольхуаських міст.
Під час правління спрямував свою енергію на розвиток Тескоко. За нього було створено ради війни, фінансів, правосуддя та культури (надалі перейменовану в раду музики). Його правління називають «Золотою добою Тескоко», розвивалися економіка, культура. Останній приділялася особлива увага. За його наказом було збудовано велику бібліотеку, а також консерваторію. Він запрошував талановитих людей звідусіль. За його володарування Тескоко перетворився на інтелектуальний центр Ацтецької імперії. Створив також раду мудреців (тламатіні), яка була культурними зборами поетів, філософів, мислителів.
Водночас приділяв велику увагу розбудові Тескоко — побудовані дороги, значна система акведуків, греблі, розбивалися чудові сади, встановлювалися величні скульптури. Зокрема була побудована величезна гребля, названа Несауалькойотль. Вона розділила прісні та солоні води озера Тескоко.
За всім цим Несауалькойотль не забував про підтримку та розширення влади Тескоко. Він брав активну участь у квіткових війнах 1450—1455 років. Помер 4 червня 1472 року. Наслідував йому син Незауалпілі.

## Творчість
Лейтмотив творів Несауалькойотля, що дійшли до наших часів, роздуми про хиткість людського існування, ідеї про непреривний рух та про відносність спокою, затвердження одвічності прекрасного.

## Вшанування
- Зображений на мексиканських купюрах 100 песо (1995—2004 років)[2].